# Perytrema
Perytrema (łac. peritrema, l. mn. peritremae) – skleryt związany z przetchlinką, występujący u stawonogów.

## Owady
U owadów perytremy definiowane są jako pierścieniowate skleryty otaczające przetchlinki.
U mszyc perytremy mają postać pigmentowanych płytek, a przetchlinka położone jest na ich tylnej krawędzi lub, rzadziej, pośrodku nich.

## Roztocze
U roztocza mają one formę wklęśniętej płytki otaczającej stigmę.